# Солиньяк (коммуна)
Солиньяк (фр. Solignac) — коммуна во Франции, находится в регионе Новая Аквитания. Департамент коммуны — Верхняя Вьенна. 

## Достопримечательности
- Солиньякское  аббатство[фр.] — памятник романской архитектуры во Франции[5].